# Nicholas Baer
Nicholas Baer (Iowa City, Iowa, 26 de marzo de 1996) es un baloncestista estadounidense que pertenece a la plantilla de los Raptors 905 de la G League. Con 2,01 metros de estatura, juega en la posición de alero.

## Trayectoria deportiva

### Universidad
Jugó cuatro temporadas con los Hawkeyes de la Universidad de Iowa, en las que promedió 6,1 puntos, 4,5 rebotes, 1,3 asistencias y 1,0 robos de balón por partido, Es el único jugador en la historia del programa de la universidad que ha superado los 750 puntos, 500 rebotes, 100 asistencias, 100 robos, 100 tapones y 100 triples anotados. En 2017 fue elegido mejor sexto hombre de la Big Ten Conference.

### Profesional
Tras no ser elegido en el draft de la NBA de 2019, realizó una prueba para los Raptors 905 de la G League, siendo finalmente incluido en el equipo. En su primera temporada, saliendo desde el banquillo, promedió 4,8 puntos y 4,2 rebotes por partido.